# Göstritz
Göstritz ist ein Rotte in der Marktgemeinde Schottwien im Bezirk Neunkirchen in Niederösterreich.

## Geografie
Die Rotte liegt südlich von Schottwien in einer Aufweitung des Göstritzgrabens und wird von der Landesstraße L4168 erschlossen. Zur früheren Ortschaft zählen weiters die Teile Auf dem Sonnwendstein, Im Himmelreich, Maria Schutz, die Pollereshütte und einige unbenannte Lagen.

## Geschichte
Laut Adressbuch von Österreich waren im Jahr 1938 in Göstritz zwei Fuhrwerker, vier Gastwirte, ein Gemischtwarenhändler, ein Fotograf und einige Landwirte ansässig. Weiters gab es ein Gipswerk, ein Kalkwerk und eine Gipsmühle.
Im Ortsverzeichnis 2001 war Göstritz noch als Ortschaft ausgewiesen.

## Kultur und Sehenswürdigkeiten
- Wallfahrtskirche Maria Schutz